# Campionato sudamericano maschile di pallacanestro 1989
Il 33º Campionato dell'America Meridionale Maschile di Pallacanestro (noto anche come FIBA South American Championship 1989) si è svolto dal 26 aprile al 6 maggio 1989 a Machala e Guayaquil in Ecuador. Il torneo è stato vinto dalla nazionale brasiliana.
I FIBA South American Championship sono una manifestazione contesa dalle squadre nazionali dell'America meridionale, organizzata dalla CONSUBASQUET (Confederazione America Meridionale), nell'ambito della FIBA Americas.

## Squadre partecipanti
- Argentina
- Bolivia
- Brasile
- Colombia
- Ecuador
- Paraguay
- Perù
- Uruguay
- Venezuela

## Classifica finale
| Pos | Squadra   | V-P |
| --- | --------- | --- |
|     | Brasile   | 9-0 |
|     | Argentina | 7-2 |
|     | Uruguay   | 5-3 |
| 4   | Venezuela | 5-3 |
| 5   | Ecuador   | 3-6 |
| 6   | Paraguay  | 1-7 |
| 7   | Colombia  | 2-3 |
| 8   | Perù      | 1-5 |
| 9   | Bolivia   | 1-5 |